# Alejo III de Trebisonda
Alejo III de Trebisonda o Alejo III Gran Comneno (en griego: Αλέξιος Γ΄ Μέγας Κομνηνός, romanizado: Alexios III Megas Komnēnos; Trebisonda, 5 de octubre de 1338-Trebisonda, 20 de marzo de 1390) fue emperador de Trebisonda desde el 21 de enero de 1350 hasta su muerte. Su verdadero nombre era Juan, sin embargo, después de su ascenso al trono pasó a llamarse Alejo, en honor de su abuelo Alejo II. Fue el segundo hijo del emperador Basilio y de su amante Irene. El 21 de enero de 1350 se convirtió en emperador después de haber regresado a Trebisonda desde Constantinopla, tras un largo período de exilio. Se casó con Teodora Cantacucena, la sobrina del emperador bizantino Juan VI Cantacuceno, que tuvo lugar el 28 de septiembre de 1351 en la iglesia de san Eugenio. 
Durante su reinado se enfrentó a los conflictos internos y las guerras civiles entre las familias aristocráticas de Trebisonda, que atormentaban el imperio desde el reinado de Irene Paleóloga. Mostró incapacidad para dominarlos; en lugar de ello optó por acercarse de a una por vez, según las circunstancias, y sin dejar de arrestar a los miembros de los grupos rivales. También afrontó las amenazas externas que resultaron de la rivalidad entre los mercaderes venecianos y genoveses, así como los ataques de los turcomanos en su territorio. A pesar de ello, fue mecenas de muchas iglesias y monasterios locales y en la Grecia continental, donde ayudó en la fundación del monasterio de Dionisio en el Monte Athos en 1374. Su largo reinado fue un período de prosperidad para el imperio póntico y se le considera uno de sus gobernantes más notables. 

## Primeros años y ascenso al trono

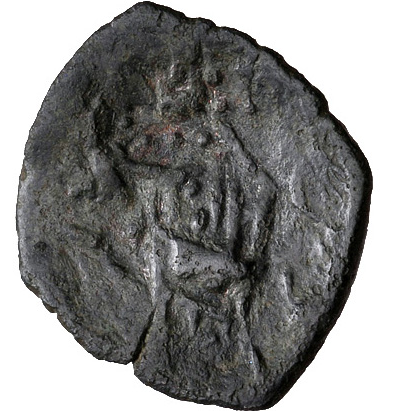
Aspro de plata de Basilio Gran Comneno, padre de Alejo.

Alejo, nacido bajo el nombre de Juan, era el hijo menor del emperador Basilio de Trebisonda y de su amante Irene. El 6 de abril de 1340 su padre falleció, aparentemente envenenado por su consorte, Irene Paleóloga, quien se hizo con el trono gracias al apoyo de algunos altos funcionarios y sus leales unidades militares.. La nueva emperatriz exilió a Irene con sus dos hijos menores, Juan (futuro Alejo III) y Alejo, a Constantinopla. El futuro emperador fue educado en la corte bizantina y permaneció en aquel lugar durante los años de 1340 a 1349; en este periodo el Imperio de Trebisonda se desgarraba por guerras civiles y golpes de Estado en el cual se sucedieron un total de cuatro emperadores. Según el testimonio del funcionario e historiador trebero Miguel Panareto, su tío Miguel fue derrocado del poder el 13 de diciembre de 1349, que había sido orquestado por constantinopolitanos y treberos. El emperador bizantino Juan VI Cantacuceno, después de contactar con los partidarios del hijo de Basilio que vivían en su capital, accedió a ayudar al joven príncipe y le proporcionó un barco para regresar a Trebisonda. En la capital póntica, un fuerte sector de la aristocracia que pertenecía a la facción de los «Escolario» y encabezada por el megaduque Nicetas Escolario, había estado preparando el terreno durante mucho tiempo para deponer a Miguel. El viaje por mar de Juan y sus seguidores se llevó a cabo con escalas en Sinope, Ámiso, Cerasunte y Trípoli, donde recibió una bienvenida triunfal.
El 22 de diciembre de 1349, Juan entró triunfalmente en Trebisonda con su madre y sus partidarios. El 21 de enero de 1350, adoptó el nombre de Alejo, ya sea en honor de su abuelo Alejo II o de hermano mayor y, fue coronado en la iglesia de san Eugenio, el santo patrón de la ciudad. Para asegurar su posición, obligó a su predecesor a tomar los votos monásticos y lo confinó al monasterio de san Sabas. Además, para fortalecer sus relaciones con Constantinopla, se casó el 20 de septiembre de 1351 con Teodora Cantacucena, sobrina de Juan VI y posible hija del sebastocrátor Nicéforo Cantacuceno, primo hermano del emperador bizantino.

## Reinado

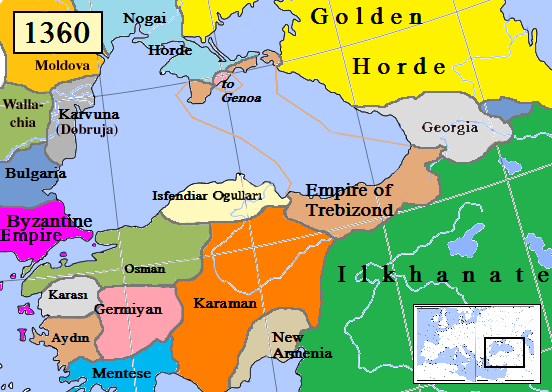
El Imperio de Trebisonda en 1360.

A pesar del éxito del golpe de Estado, la posición de Alejo era todavía precaria debido a que los conflictos civiles entre las distintas facciones aristocráticas no cesaban. Detrás de los nuevos movimientos conspirativos estaban esta vez los Doranita, que pertenecían a la facción de los Escolarios. En junio de 1350, el emperador arrestó al gran estratopedarca Teodoro Doranita, apodado «Pileles», a su hermano, el protovestiario Constantino Doranita, y a otros miembros de la aristocracia trebera aunque luego serían liberados y restituidos en sus puestos;  El nuevo protovestiario León Cabasita, que provenía de otra familia, fue arrestado como sospechoso en enero de 1351 y su cargo pasó a Teodoro. Este último, que ahora tenía el poder en sus manos, ocupó la ciudadela de la capital y capturó a Nicetas. Debido a este hecho, se produjo un levantamiento popular que resultó en la ruina de sus planes y la liberación del megaduque. Alejo marchó a Cenchrina, el bastión de los Escolario, donde exilió a Pileles, a su hijo, su yerno y los hijos de Xenites, otro aristócrata, pero en julio de 1352, ordenó ahorcarlos en aquel lugar.  Sin embargo, la rebelión no terminó porque Constantino Doranita tenía bajo su control el importante castillo de Limnia. El emperador envió una fuerza expedicionaria en su contra, acaudillada por su madre, que sitió el castillo durante tres meses aunque resultó en un fracaso. Otra breve rebelión tuvo lugar en enero de 1352, cuando el pincerna Juan Zaniquita capturó la fortaleza de Zanica, pero esta pudo reprimirse y se restableció la paz en abril de ese año.
La mayor amenaza interna para Alejo ocurrió con la rebelión de sus antiguos aliados, los Escolario, en 1354. Nicetas y su hijo Jorge Escolario, que lo habían ayudado a lidiar con las familias aristocráticas rivales, desertaron y huyeron a Cerasunte, que convirtieron en su fortaleza. También lograron que el metropolitano Cirilo de Cerasunte y algunos otros funcionarios se pusieran de su lado. Las negociaciones mantenidas entre las dos partes para terminar la crisis no se resolvieron y el 25 de marzo de 1355, las fuerzas rebeldes encabezadas por el megaduque, su hijo y el paracemomeno, Basilio Cupaca, navegaron a Trebisonda con la intención de atacar la capital. Pero cuando llegaron a la ciudad, iniciaron nuevamente conversaciones y se acordó una tregua, por lo que regresaron a su base. En marzo de 1355, Alejo condujo una campaña militar en su contra con aliados turcomanos, y ocupó la ciudad, que estaba defendida por Jorge. Los rebeldes primero se refugiaron en la ciudadela que estaba fuertemente fortificada y disponía de suministros abundantes. Sin embargo, algunos lograron escapar por barco a Cenchrina mientras que otros huyeron a las montañas para luego descender a la costa y abordar transportes que los llevarían al mismo lugar. Después de la captura de Cerasunte, Alejo se dirigió a Trípoli, donde atracó su flota y comenzó los preparativos para sitiarla. Las fuentes registran que el emperador salió victorioso durante los enfrentamientos que tuvieron lugar fuera de la ciudad, pero no aclaran sí esta se rindió realmente. El testimonio de Panareto afirma que tras su victoria, regresó, probablemente a Trípoli, mientras que Basilio Cupaca llegaba a Cenchrina con refuerzos provenientes de Limnia. Después de la partida del emperador de la base rebelde, comenzaron las negociaciones entre ambas partes con la mediación de los italianos, quizás los venecianos o genoveses, como también lo menciona el contemporáneo Andrés Libadeno, quien afirma que se llegó a un acuerdo para poner fin a las hostilidades. Durante ese tiempo, hubo un intento por parte del depuesto Miguel de tomar el poder, pero fracasó y regresó a Constantinopla, donde falleció. En octubre de 1355, el gran doméstico Meisomata y el paracemomeno Miguel Sampson llegaron a Cenchrina, donde arrestaron a Nicetas y sus seguidores. Así terminó la rebelión de los Escolario y se restableció el orden y la paz dentro del imperio.
La paz de 1355 y la muerte de Nicetas en 1361 no desanimaron a su familia de nuevas conspiraciones para derrocar a Alejo; Panareto menciona que casi estalló una nueva revuelta en 1362. Ese mismo año, el hijo del exemperador Miguel, Juan III, también trató de apoderarse del trono trebero. Después escapar de Adrianópolis, donde estaba exiliado, llegó a Sinope con la ayuda de los genoveses, pero murió en esa ciudad a causa de la peste que asolaba la región. En octubre de 1363, los Escolario hicieron otro intento de asesinar al emperador, en la cual el gran logoteta Jorge junto con los Cabasitas y otros señores lo persiguieron hasta la torre de la acrópolis de Trebisonda. Sin embargo, su plan fracasó y los Cabasitas fueron arrestados, mientras que Jorge y sus seguidores huyeron primero a Cerasunte y luego a Ámiso, donde poco después se reconcilió con Alejo por medio de la intervención de los genoveses. En la conspiración también estuvo implicado el metropolitano Nefón de Trebisonda, que fue exiliado al monasterio de Sumela, donde murió el 19 de marzo de 1364.

### La amenaza turcomana

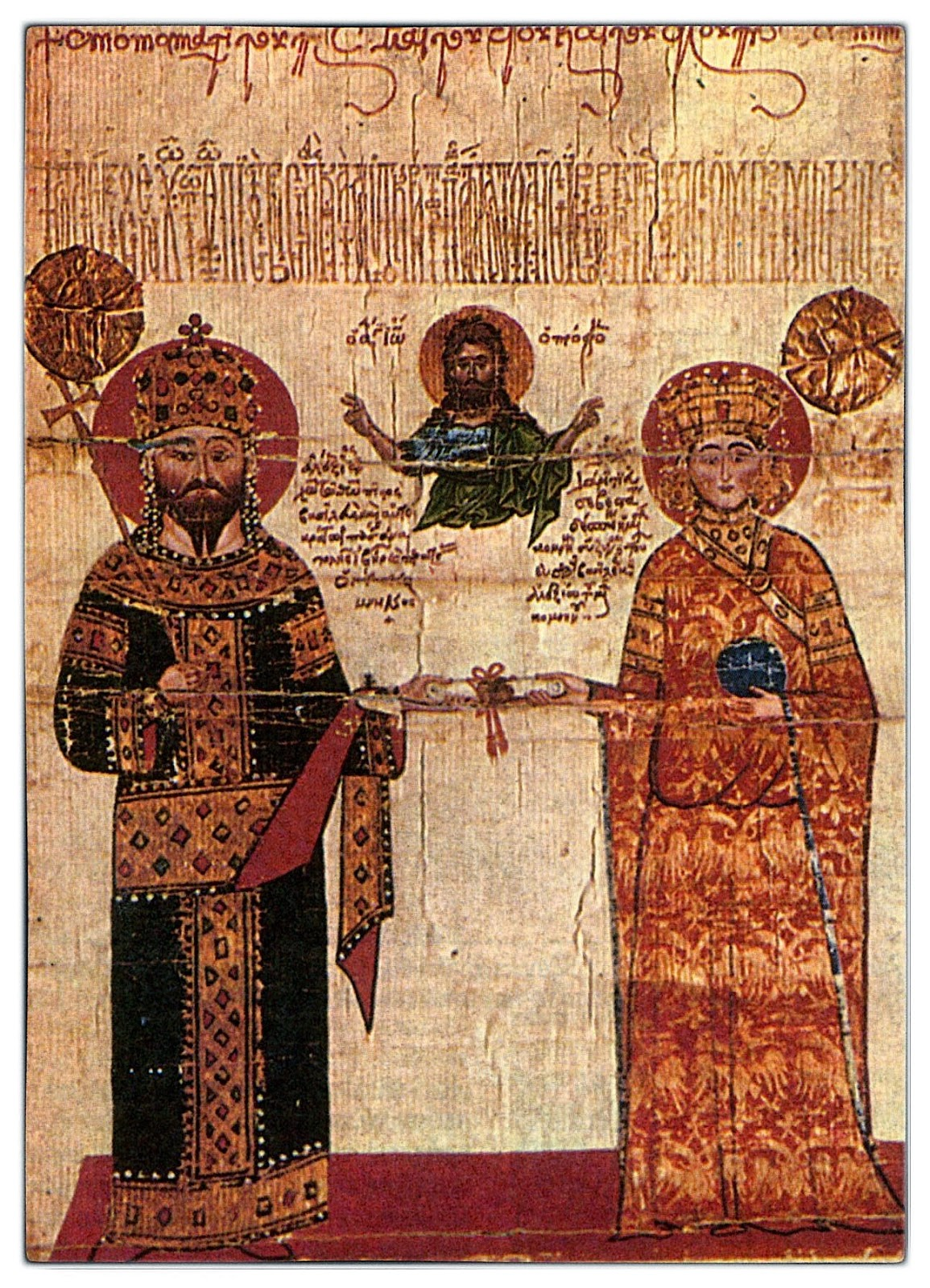
Alejo con su esposa Teodora Cantacucena en una miniatura de la bula de oro sobre la fundación del monasterio de Dionisio.

La amenaza de los nómadas y emiratos turcomanos que rodeaban el imperio a lo largo de sus fronteras sur, sureste y suroeste no disminuyó durante el reinado de Alejo. Para hacer frente a este problema, el emperador utilizó una combinación de confrontación dinámica y pacificación diplomática, haciendo alianzas a través de matrimonios con las princesas de su familia y los emires turcomanos.
El bey Ahı Eyne de Erzincan ya había atacado Trebisonda en 1348 al frente de una poderosa coalición de emires, pero los treberos los repelieron e infligieron grandes pérdidas en batallas que duraron tres días. Las operaciones realizadas por el megaduque Juan Cabasita en Cheriana en agosto de 1355 iban dirigidas contra el bey, pero en noviembre del mismo año el emperador sufriría una dura derrota, probablemente por parte de sus aliados turcomanos, y Cabasita sería hecho prisionero. Después de 1361, Ahı Eyne también ocupó Bayburt y desde ahí lanzó una serie de incursiones contra los territorios treberos. En agosto de 1361, invadió el territorio de Caldia, mientras que en octubre de ese año sitiaría Golacha y la fortaleza de Cuckoo, pero no pudo capturarlas; su predecesor, Hoça Latif, había atacado el imperio dos veces y en 1360 frustró los planes de Alejo de completar la construcción de la fortaleza de Cuckoo, pero en un nuevo ataque en julio de 1361 sobre Matzuca sería vencido, capturado y ejecutado, y su cabeza enviada a Trebisonda como señal de triunfo, donde estuvo expuesta a la vista del público.
Con Mutaharten, sucesor de Ahı Eyne, el emperador mantuvo relaciones amistosas e incluso le entregó por esposa a una de sus hijas, aunque su nombre se desconoce. La alianza concluida entre los dos gobernantes estipulaba que los treberos también le pagarían un tributo. Los «turcomanos de Ámida» mencionados en la crónica de Panareto eran la tribu nómada de los Ak Koyunlu (Ovejas Blancas) y estuvieron en constante conflicto con el imperio, especialmente en el período de 1340 a 1352. En el verano de 1352, Alejo casaría a su hermana María con su emir, Qutlugh bin Tur Ali, quien se volvería su aliado y lo apoyaría en su conflicto con los Escolario en 1355. Hajji 'Umar de Chalibia, región situada al sureste de los territorios del imperio, invadió Dicaisimo en 1357. En 1358, Alejo se reconciliaría con 'Umar y le ofrecería a su hermana Teodora como esposa, mientras que en diciembre de 1361 lo visitaría en sus dominios. Sin embargo, su sucesor Süleyman Bey, seguiría una política hostil contra Trebisonda y conquistó Cerasunte entre 1396 y 1397.
Con el Emirato de Canik, que rodeaba el imperio por el suroeste, y el emir Tadjeddin Bajá, que gobernaba en Neocesarea, el emperador estaría en constante conflicto durante unas tres décadas, de 1351 a 1379, intentando repelerlos y evitando que se establecieran en sus territorios. En 1362, pediría la mano de una princesa trebera pero su petición fue rechazada. Sin embargo, a fines de la década de 1370, los intereses y los riesgos comunes hizo que formaran una alianza; en 1379, Alejo casó a su hija Eudoxia con el emir. De esta manera pudo recuperar Limnia, que probablemente Tadjeddin había capturado para presionarlo, aunque volvería a manos turcomanas durante la siguiente década.
El emir de Sinope Adil beg Ibn Yakub mantuvo relaciones amistosas con Trebisonda desde principios de la década de 1350, porque su esposa era Eudoxia, hija de Alejo II; en su camino de regreso para reclamar el poder, Alejo se detuvo en esa ciudad, donde fue bien recibido y la presencia de su tía pudo haber desempeñado un papel en esto. En noviembre de 1357, Eudoxia incluso lo visitó en Trebisonda. Luego de la muerte de Adil beg, su hijo y sucesor, Kuturum Bayezid emprendería en la década de 1360 una política de incursiones contra el imperio. El emir de Colonea, Kilij Arslan atacaría las regiones de Caldia, Cheriana y Trebisonda entre 1368 y 1374. Organizó un nuevo ataque contra la capital, pero los treberos pudieron defenderla y rechazar a los invasores en 1379.
Los chepnidas, una tribu turcomana, se asentaron en el suroeste del imperio y participaron una invasión conjunta de turcomanos contra Trebisonda en 1348. Asolaron el valle del río Filabonita y expulsaron a la población griega local que vivía ahí. En el período de 1370 a 1390, Alejo llevaría a cabo operaciones militares contra los chepnidas con el objetivo de expulsarlos del valle, pero sin éxito.

### Contactos diplomáticos y comerciales con Venecia y Génova

Expansión de la República de Génova en el Mediterráneo.

Las relaciones diplomáticas y comerciales de Alejo con las dos repúblicas marítimas italianas, Venecia y Génova, se caracterizaron por un intento de ejercer una política de equilibrio, así como de limitar la influencia de una en beneficio de la otra. Al ver que los genoveses habían aumentado considerablemente su presencia e influencia en los puertos pónticos, estableció sus relaciones con Venecia sobre una nueva base, para restaurar completamente los contactos comerciales, que se habían interrumpido en los años anteriores a su ascenso al trono, pero también en la primera década de su reinado debido a la guerra veneciano-genovesa de 1350-1355 y la peste negra que asoló Europa y la cuenca del Mediterráneo a mediados del siglo XIV.
Los primeros contactos comenzaron por iniciativa del emperador, primero mando emisarios a los venecianos en 1360 y al bailo de Constantinopla en 1363. El Senado veneciano ordenó a su bailo que enviara a Trebisonda una persona adecuada para asegurar mediante un nuevo acuerdo los privilegios comerciales ya existentes, o ampliarlos si fuera posible. Además, la república solicitó otra ubicación para la construcción de una nueva estación comercial. Alejo estuvo de acuerdo y en marzo de 1364 emitió una bula de oro, con lo que tendrían derecho a comerciar libremente en todo su territorio siempre que aceptaran su autoridad. Los venecianos pagarían un impuesto reducido sí se pesaban las mercancías, es decir, un 2% en lugar del 3% anterior, pero el impuesto por peso se incrementó del 1.5% al 2.5%, por lo que la totalidad del gravamen volvió a alcanzar los niveles anteriores (4.5%) de los lingotes de oro de 1319, emitidos por Alejo II. En caso de que las mercancías no fueran pesadas, los mercaderes pagarían como antes, el 3% del valor. También se les concedió un terreno junto al monasterio de Teodoro Gabras para construir su estación comercial. Aunque los privilegios que recibieron no eran los esperados, el Senado decidió aceptar el acuerdo y ratificarlo. Así, tuvieron que entregar obsequios al emperador y a sus funcionarios.
Dado que la bula de oro de 1364 no beneficio completamente a los venecianos, decidieron enviar una embajada oficial al emperador, solicitando condiciones comerciales más favorables y la mayor extensión posible de sus privilegios. Alejo respondió a la nueva petición y en 1367 emitió una nueva bula confirmando todos sus privilegios anteriores, reduciendo en un 0.5% el impuesto sobre el volumen de negocios pero dejando intacto el impuesto sobre el peso. Además, les concedió otro lugar cerca del cabo de san Estaurós para construir un distrito y les dio derecho a fortificar ese lugar, así como la completa autonomía administrativa con su propio bailo, funcionarios y sacerdotes. Los venecianos estaban muy satisfechos con los términos del nuevo acuerdo comercial y enviaron a Alejo una lujosa campana como regalo y además mantuvieron la costumbre de enviarle regalos en oro al emperador cada vez que sus barcos atracaran en Trebisonda. El eje principal de la política trebera era mantener relaciones comerciales y económicas, que trajeran beneficios para ambas partes. No obstante, el emperador nunca dejó de recordar a los venecianos que dentro de su imperio era su protector y en 1372 les exigió que su estandarte debía ondear en el distrito que tenían en Trebisonda.
Sin embargo, la interpretación arbitraria, la frecuente violación de sus privilegios por parte de las autoridades imperiales, el robo de sus bienes y los malos tratos que sufrieron sus comerciantes en varios casos debido al resentimiento de la población local contra los latinos, llevaron a ambas partes a una ruptura entre 1374 y 1376. Las negociaciones para resolver las disputas se prolongaron hasta febrero de 1375 y no aminoro la crisis ya que los venecianos siguieron demandando a Alejo que pagara las reparaciones por las pérdidas que sufrían sus mercaderes. Cuando se negó a ceder ante sus exigencias, el Senado decidió enviar pequeñas fuerzas militares en apoyo de aspirantes al trono trebero, como Miguel Paleólogo, hijo del emperador bizantino Juan V Paleólogo, y Andrónico, hijo del ex emperador Juan III. La campaña veneciana lo obligó a ceder ante sus pretensiones; tuvo que pagar parte de las reparaciones e incrementó sus privilegios con una nueva bula en 1376.
A finales del reinado de Alejo y debido a la guerra de Chioggia (1376-1381), los contactos comerciales entre Venecia y Trebisonda volvieron a entrar en crisis. La república, reconociendo las dificultades a las que se enfrentaba, minimizó la importancia de su puesto comercial, reduciendo el flujo de mercancías y revocando a su bailo. A partir de 1385, la navegación regular de los venecianos a Trebisonda se detuvo casi por completo, por lo que disminuyó el volumen de negocios y las autoridades imperiales impusieron un aumento de impuestos superior al previsto en la bula de oro de 1376.
La conclusión de la paz entre Trebisonda y Génova restableció las relaciones entre los dos estados en 1349, y el imperio mantuvo una postura neutral en la guerra veneciano-genovesa de 1350-1355. Los contactos comerciales y diplomáticos regulares disminuyeron a partir de 1350 debido a la guerra, aunque sus funcionarios recibieron instrucciones de su tierra natal para determinar su acción dentro del territorio imperial. Los genoveses probablemente apoyaron a Alejo en 1355 contra los Escolario y luego intervinieron para poner fin a la guerra civil y llegar a un acuerdo de paz. En 1363, una embajada trebera visitó al podestà (gobernador) genovés de Pera, quizás para negociar la reanudación de los contactos comerciales. El domingo de Pascua de 1365, según el testimonio de Panareto, se desencadenó un conflicto entre genoveses y venecianos durante una fiesta en la plaza principal de la capital trebera. Entre 1373 y 1374, los primeros enviaron dos embajadas a Aleje para resolver las cuestiones financieras pendientes. La actividad genovesa en este período demuestra que su puesto comercial en Trebisonda funcionaba normalmente a pesar de la guerra de Chioggia.

### Relaciones con los gobernantes georgianos
Alejo siguió una política de alianza matrimoniales con el Reino de Georgia para proteger la frontera oriental de su imperio. En 1367, el rey Bagrat V de Georgia se casó con su hija, Ana. El emperador la acompañó a la región de Macragialo en la frontera de las dos naciones, y en 1372 visitó la corte de su yerno. Durante esa visita, viajó a Batumi, donde fue recibido por el eristavi de Guria, quien le presentó sus respetos y obediencia. En 1377, visitó nuevamente Macragialo donde lo recibió la princesa georgiana Gulkhan, hija del rey David IX de Georgia. La princesa estaba comprometida con el hijo ilegítimo del emperador, Andrónico, pero después de su inesperado fallecimiento, se casó con su hermano Manuel, quien sucedería a Alejo a su muerte el 20 de marzo de 1390.

## Legado

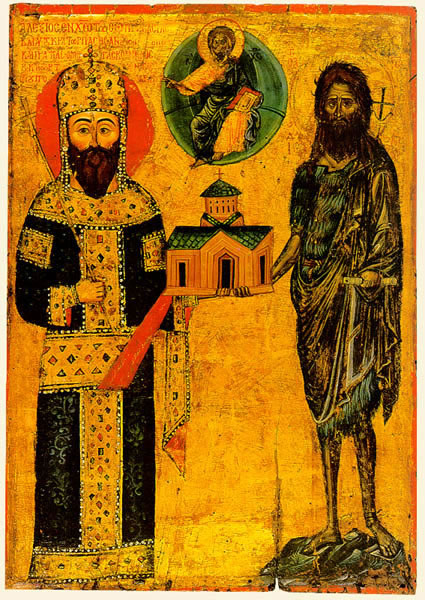
Alejo III de Trebisonda simbolizado en la fundación del monasterio de Dionisio en el Monte Athos.

George Finlay describe la personalidad de Alejo como «extremadamente noble», también aporta los siguientes detalles: «Era florido, rubio y de rasgos regulares, con una nariz aguileña, que, como le recordaban a menudo sus aduladores, sería considerado por Platón como un rasgo de realeza. En persona era robusto y bien formado; en disposición era alegre y liberal, pero sus enemigos lo reprochaban su temeridad, violencia y pasiones brutales».
Durante su reinado, benefició con donaciones a varios monasterios dentro de su imperio y fundó el monasterio de Dionisio en el Monte Athos. Según el testimonio de Panareto, en 1362 el emperador renovó la iglesia de san Focas en Cordile. Sin embargo, mostró un favor especial al monasterio de Sumela, ubicado en el área de Matzuca. Queriendo agradecer a la Virgen María por haberle salvado de un naufragio, el emperador en diciembre de 1364 dictó una bula de oro a favor del monasterio, con la que validaba sus antiguos privilegios, posesiones confería nuevas donaciones de tierras. Al mismo tiempo, otorgó la exención total de impuestos para todos sus activos y de cualquier tipo de carga financiera o militar, que pudieran imponer las autoridades locales. En el caso de que en los terrenos del monasterio se establecieran extranjeros o inmigrantes, también estarían exentos de cualquier impuesto público. También si los campesinos de las tierras imperiales se asentaban en sus tierras, sus bienes pasarían automáticamente a poder del monasterio. Sumela pagaría un solo impuesto al tesoro imperial cada dos años y nada más. Al mismo tiempo, se han conservado copias de dos bulas de oro de Alejo, cuya autenticidad es fuertemente cuestionada por los investigadores, para el monasterio de san Jorge Cuturas y el monasterio de Vazelon. Según estos documentos, que datan de 1365 y 1386 respectivamente, el emperador concedió tributos y villas a estos lugares.
En 1374, Dionisio de Coriso, hermano del metropolitano Teodosio de Trebisonda, llegó a la capital póntica para visitar a su hermano y tratar de obtener apoyo financiero para el monasterio de san Juan el Bautista que había fundado en el Monte Athos. Teodosio dispuso que su hermano fuera recibido por Alejo y este logró convencerlo para que estableciera su propio monasterio en el «Montaña sagrada» como «lo habían hecho otros emperadores en el pasado». Así, en septiembre de 1374, emitió una bula con el que validaba sus donaciones al monasterio de Dionisio. Según este documento, el emperador asumió todos los gastos de su construcción, el templo, las celdas, los muros, el acueducto, etc.) y para ello donó al monje unos mil hiperpirones de oro. Además, el monasterio recibiría del tesoro imperial mil «aspros» de plata anuales para el mantenimiento de los monjes. A cambio, estos lo conmemorarían eternamente, así como a los miembros de su familia, a sus antepasados, sucesores y tenían que albergar a todos treberos que viajaran al Monte Athos a visitar el monasterio.

## Matrimonio y descendencia
| \| \| \| \| \| \| \| \| \| \| \| \| \| \| \| \| \| \| \| \| \| \| \| \| \| Alejo I Gran Comneno \| \| \| \| \| \| \| \| \| \| \| \| \| \| \| \| \| \| \| \| \| \| \| \| \| \| \| \| \| \| \| \| \| \| \| \| \| \| \| \| \| \| \| \| \| \| \| \| \| \| \| \| \| \| \| \| \| \| \| \| \| \| \| \| \| \| \| \| \| \| \| \| \| \| \| \| \| \| \| \| \| \| \| \| \| \| \| \| \| \| \| \| \| \| \| \| \| \| \| \| \| \| \| \| \| \| \| \| \| \| \| \| \| \| \| \| \| \| \| \| \| \| \| \| \| \| \| \| \| \| \| \| \| \| \| \| \| \| \| \| \| \| \| \| \| \| \| \| \| \| \| \| \| \| \| \| \| \| \| \| \| \| \| \| \| \| \| \| \| \| \| \| \| \| \| \| \| \| \| \| \| \| \| \| \| \| \| \| \| \| \| \| \| \| \| \| \| (Comnena) cónyuge de Andrónico I Gidos \| (Comnena) cónyuge de Andrónico I Gidos \| (Comnena) cónyuge de Andrónico I Gidos \| (Comnena) cónyuge de Andrónico I Gidos \| (Comnena) cónyuge de Andrónico I Gidos \| (Comnena) cónyuge de Andrónico I Gidos \| \| \| Juan I Gran Comneno \| Juan I Gran Comneno \| Juan I Gran Comneno \| Juan I Gran Comneno \| Juan I Gran Comneno \| Juan I Gran Comneno \| \| \| Manuel I Gran Comneno \| Manuel I Gran Comneno \| Manuel I Gran Comneno \| Manuel I Gran Comneno \| Manuel I Gran Comneno \| Manuel I Gran Comneno \| \| \| \| \| \| \| \| \| \| \| \| \| \| \| \| \| \| \| \| \| \| \| \| \| \| \| \| \| \| \| \| \| \| \| \| \| \| \| \| \| \| \| \| \| \| \| \| \| \| (Comnena) cónyuge de Andrónico I Gidos \| (Comnena) cónyuge de Andrónico I Gidos \| (Comnena) cónyuge de Andrónico I Gidos \| (Comnena) cónyuge de Andrónico I Gidos \| (Comnena) cónyuge de Andrónico I Gidos \| (Comnena) cónyuge de Andrónico I Gidos \| \| \| Juan I Gran Comneno \| Juan I Gran Comneno \| Juan I Gran Comneno \| Juan I Gran Comneno \| Juan I Gran Comneno \| Juan I Gran Comneno \| \| \| Manuel I Gran Comneno \| Manuel I Gran Comneno \| Manuel I Gran Comneno \| Manuel I Gran Comneno \| Manuel I Gran Comneno \| Manuel I Gran Comneno \| \| \| \| \| \| \| \| \| \| \| \| \| \| \| \| \| \| \| \| \| \| \| \| \| \| \| \| \| \| \| \| \| \| \| \| \| \| \| \| \| \| \| \| \| \| \| \| \| \| \| \| \| \| \| \| \| \| \| \| \| \| \| \| \| \| \| \| \| \| \| \| \| \| \| \| \| \| \| \| \| \| \| \| \| \| \| \| \| \| \| \| \| \| \| \| \| \| \| \| \| \| \| \| \| \| \| \| \| \| \| \| \| Andrónico I Gran Comneno \| Andrónico I Gran Comneno \| Andrónico I Gran Comneno \| Andrónico I Gran Comneno \| Andrónico I Gran Comneno \| Andrónico I Gran Comneno \| \| \| Teodora Gran Comnena \| Teodora Gran Comnena \| Teodora Gran Comnena \| Teodora Gran Comnena \| Teodora Gran Comnena \| Teodora Gran Comnena \| \| \| Jorge Gran Comneno \| Jorge Gran Comneno \| Jorge Gran Comneno \| Jorge Gran Comneno \| Jorge Gran Comneno \| Jorge Gran Comneno \| \| \| Juan II Gran Comneno \| Juan II Gran Comneno \| Juan II Gran Comneno \| Juan II Gran Comneno \| Juan II Gran Comneno \| Juan II Gran Comneno \| \| \| \| \| \| \| \| \| \| \| \| \| \| \| \| \| \| \| \| \| \| \| \| \| \| \| \| \| \| \| \| \| \| \| \| \| \| \| \| \| \| Andrónico I Gran Comneno \| Andrónico I Gran Comneno \| Andrónico I Gran Comneno \| Andrónico I Gran Comneno \| Andrónico I Gran Comneno \| Andrónico I Gran Comneno \| \| \| Teodora Gran Comnena \| Teodora Gran Comnena \| Teodora Gran Comnena \| Teodora Gran Comnena \| Teodora Gran Comnena \| Teodora Gran Comnena \| \| \| Jorge Gran Comneno \| Jorge Gran Comneno \| Jorge Gran Comneno \| Jorge Gran Comneno \| Jorge Gran Comneno \| Jorge Gran Comneno \| \| \| Juan II Gran Comneno \| Juan II Gran Comneno \| Juan II Gran Comneno \| Juan II Gran Comneno \| Juan II Gran Comneno \| Juan II Gran Comneno \| \| \| \| \| \| \| \| \| \| \| \| \| \| \| \| \| \| \| \| \| \| \| \| \| \| \| \| \| \| \| \| \| \| \| \| \| \| \| \| \| \| \| \| \| \| \| \| \| \| \| \| \| \| \| \| \| \| \| \| \| \| \| \| \| \| \| \| \| \| \| \| \| \| \| \| \| \| \| \| \| \| \| \| \| \| \| \| \| \| \| \| \| \| \| \| \| \| \| \| \| \| \| \| \| \| \| \| \| \| \| \| \| \| \| \| \| \| \| \| \| \| \| \| \| \| \| \| \| \| \| \| \| \| \| \| \| Alejo II Gran Comneno \| Alejo II Gran Comneno \| Alejo II Gran Comneno \| Alejo II Gran Comneno \| Alejo II Gran Comneno \| Alejo II Gran Comneno \| \| \| \| \| \| \| \| \| \| \| Miguel Gran Comneno \| Miguel Gran Comneno \| Miguel Gran Comneno \| Miguel Gran Comneno \| Miguel Gran Comneno \| Miguel Gran Comneno \| \| \| \| \| \| \| \| \| \| \| \| \| \| \| \| \| \| \| \| \| \| \| \| \| \| \| \| \| \| \| \| \| \| \| \| \| \| \| \| \| \| \| \| \| \| \| \| \| \| Alejo II Gran Comneno \| Alejo II Gran Comneno \| Alejo II Gran Comneno \| Alejo II Gran Comneno \| Alejo II Gran Comneno \| Alejo II Gran Comneno \| \| \| \| \| \| \| \| \| \| \| Miguel Gran Comneno \| Miguel Gran Comneno \| Miguel Gran Comneno \| Miguel Gran Comneno \| Miguel Gran Comneno \| Miguel Gran Comneno \| \| \| \| \| \| \| \| \| \| \| \| \| \| \| \| \| \| \| \| \| \| \| \| \| \| \| \| \| \| \| \| \| \| \| \| \| \| \| \| \| \| \| \| \| \| \| \| \| \| \| \| \| \| \| \| \| \| \| \| \| \| \| \| \| \| \| \| \| \| \| \| \| \| \| \| \| \| \| \| \| \| \| \| \| \| \| \| \| \| \| \| \| \| \| \| \| Andrónico III Gran Comneno \| Andrónico III Gran Comneno \| Andrónico III Gran Comneno \| Andrónico III Gran Comneno \| Andrónico III Gran Comneno \| Andrónico III Gran Comneno \| \| \| Ana Gran Comnena \| Ana Gran Comnena \| Ana Gran Comnena \| Ana Gran Comnena \| Ana Gran Comnena \| Ana Gran Comnena \| \| \| 1.Irene Paleóloga \| 1.Irene Paleóloga \| 1.Irene Paleóloga \| 1.Irene Paleóloga \| 1.Irene Paleóloga \| 1.Irene Paleóloga \| \| \| Basilio Gran Comneno \| Basilio Gran Comneno \| Basilio Gran Comneno \| Basilio Gran Comneno \| Basilio Gran Comneno \| Basilio Gran Comneno \| \| \| 2.Irene de Trebisonda \| 2.Irene de Trebisonda \| 2.Irene de Trebisonda \| 2.Irene de Trebisonda \| 2.Irene de Trebisonda \| 2.Irene de Trebisonda \| \| \| Juan III Gran Comneno \| Juan III Gran Comneno \| Juan III Gran Comneno \| Juan III Gran Comneno \| Juan III Gran Comneno \| Juan III Gran Comneno \| \| \| \| \| \| \| \| \| \| \| \| \| \| \| \| \| \| \| \| \| \| \| \| \| \| Andrónico III Gran Comneno \| Andrónico III Gran Comneno \| Andrónico III Gran Comneno \| Andrónico III Gran Comneno \| Andrónico III Gran Comneno \| Andrónico III Gran Comneno \| \| \| Ana Gran Comnena \| Ana Gran Comnena \| Ana Gran Comnena \| Ana Gran Comnena \| Ana Gran Comnena \| Ana Gran Comnena \| \| \| 1.Irene Paleóloga \| 1.Irene Paleóloga \| 1.Irene Paleóloga \| 1.Irene Paleóloga \| 1.Irene Paleóloga \| 1.Irene Paleóloga \| \| \| Basilio Gran Comneno \| Basilio Gran Comneno \| Basilio Gran Comneno \| Basilio Gran Comneno \| Basilio Gran Comneno \| Basilio Gran Comneno \| \| \| 2.Irene de Trebisonda \| 2.Irene de Trebisonda \| 2.Irene de Trebisonda \| 2.Irene de Trebisonda \| 2.Irene de Trebisonda \| 2.Irene de Trebisonda \| \| \| Juan III Gran Comneno \| Juan III Gran Comneno \| Juan III Gran Comneno \| Juan III Gran Comneno \| Juan III Gran Comneno \| Juan III Gran Comneno \| \| \| \| \| \| \| \| \| \| \| \| \| \| \| \| \| \| \| \| \| \| \| \| \| \| \| \| \| \| \| \| \| \| \| \| \| \| \| \| \| \| \| \| \| \| \| \| \| \| \| \| \| \| \| \| \| \| \| \| \| \| \| \| \| \| \| \| \| \| \| \| \| \| \| \| \| \| \| \| \| \| \| \| \| \| \| \| \| \| \| \| \| \| \| \| \| \| \| \| \| \| \| \| \| Manuel II Gran Comneno \| Manuel II Gran Comneno \| Manuel II Gran Comneno \| Manuel II Gran Comneno \| Manuel II Gran Comneno \| Manuel II Gran Comneno \| \| \| \| \| \| \| \| \| \| \| Alejo III Gran Comneno \| Alejo III Gran Comneno \| Alejo III Gran Comneno \| Alejo III Gran Comneno \| Alejo III Gran Comneno \| Alejo III Gran Comneno \| \| \| \| \| \| \| \| \| \| \| \| \| \| \| \| \| \| \| \| \| \| \| \| \| \| \| \| \| \| \| \| \| \| \| \| \| \| \| \| \| |                            |                            |                            |                            |                            |  |  |                                        |                                        |                                        |                                        |                                        |                                        |  |  |                     |                     |                     |                     |                     |                     |  |  |                        |                        |                        |                        |                        |                        |  |  |                       |                       |                       |                       |                       |                       |  |  |                       |                       |                       |                       |                       |                       |  |  |  |  |  |  |  |  |  |  |  |  |  |  |  |  |  |  |  |  |  |  |  |  |
| |                            |                            |                            |                            |                            |  |  |                                        |                                        |                                        |                                        |                                        |                                        |  |  |                     |                     |                     |                     |                     |                     |  |  | Alejo I Gran Comneno   |                        |                        |                        |                        |                        |  |  |                       |                       |                       |                       |                       |                       |  |  |                       |                       |                       |                       |                       |                       |  |  |  |  |  |  |  |  |  |  |  |  |  |  |  |  |  |  |  |  |  |  |  |  |
| |                            |                            |                            |                            |                            |  |  |                                        |                                        |                                        |                                        |                                        |                                        |  |  |                     |                     |                     |                     |                     |                     |  |  |                        |                        |                        |                        |                        |                        |  |  |                       |                       |                       |                       |                       |                       |  |  |                       |                       |                       |                       |                       |                       |  |  |  |  |  |  |  |  |  |  |  |  |  |  |  |  |  |  |  |  |  |  |  |  |
| |                            |                            |                            |                            |                            |  |  |                                        |                                        |                                        |                                        |                                        |                                        |  |  |                     |                     |                     |                     |                     |                     |  |  |                        |                        |                        |                        |                        |                        |  |  |                       |                       |                       |                       |                       |                       |  |  |                       |                       |                       |                       |                       |                       |  |  |  |  |  |  |  |  |  |  |  |  |  |  |  |  |  |  |  |  |  |  |  |  |
| |                            |                            |                            |                            |                            |  |  | (Comnena) cónyuge de Andrónico I Gidos | (Comnena) cónyuge de Andrónico I Gidos | (Comnena) cónyuge de Andrónico I Gidos | (Comnena) cónyuge de Andrónico I Gidos | (Comnena) cónyuge de Andrónico I Gidos | (Comnena) cónyuge de Andrónico I Gidos |  |  | Juan I Gran Comneno | Juan I Gran Comneno | Juan I Gran Comneno | Juan I Gran Comneno | Juan I Gran Comneno | Juan I Gran Comneno |  |  | Manuel I Gran Comneno  | Manuel I Gran Comneno  | Manuel I Gran Comneno  | Manuel I Gran Comneno  | Manuel I Gran Comneno  | Manuel I Gran Comneno  |  |  |                       |                       |                       |                       |                       |                       |  |  |                       |                       |                       |                       |                       |                       |  |  |  |  |  |  |  |  |  |  |  |  |  |  |  |  |  |  |  |  |  |  |  |  |
| |                            |                            |                            |                            |                            |  |  | (Comnena) cónyuge de Andrónico I Gidos | (Comnena) cónyuge de Andrónico I Gidos | (Comnena) cónyuge de Andrónico I Gidos | (Comnena) cónyuge de Andrónico I Gidos | (Comnena) cónyuge de Andrónico I Gidos | (Comnena) cónyuge de Andrónico I Gidos |  |  | Juan I Gran Comneno | Juan I Gran Comneno | Juan I Gran Comneno | Juan I Gran Comneno | Juan I Gran Comneno | Juan I Gran Comneno |  |  | Manuel I Gran Comneno  | Manuel I Gran Comneno  | Manuel I Gran Comneno  | Manuel I Gran Comneno  | Manuel I Gran Comneno  | Manuel I Gran Comneno  |  |  |                       |                       |                       |                       |                       |                       |  |  |                       |                       |                       |                       |                       |                       |  |  |  |  |  |  |  |  |  |  |  |  |  |  |  |  |  |  |  |  |  |  |  |  |
| |                            |                            |                            |                            |                            |  |  |                                        |                                        |                                        |                                        |                                        |                                        |  |  |                     |                     |                     |                     |                     |                     |  |  |                        |                        |                        |                        |                        |                        |  |  |                       |                       |                       |                       |                       |                       |  |  |                       |                       |                       |                       |                       |                       |  |  |  |  |  |  |  |  |  |  |  |  |  |  |  |  |  |  |  |  |  |  |  |  |
| Andrónico I Gran Comneno | Andrónico I Gran Comneno   | Andrónico I Gran Comneno   | Andrónico I Gran Comneno   | Andrónico I Gran Comneno   | Andrónico I Gran Comneno   |  |  | Teodora Gran Comnena                   | Teodora Gran Comnena                   | Teodora Gran Comnena                   | Teodora Gran Comnena                   | Teodora Gran Comnena                   | Teodora Gran Comnena                   |  |  | Jorge Gran Comneno  | Jorge Gran Comneno  | Jorge Gran Comneno  | Jorge Gran Comneno  | Jorge Gran Comneno  | Jorge Gran Comneno  |  |  | Juan II Gran Comneno   | Juan II Gran Comneno   | Juan II Gran Comneno   | Juan II Gran Comneno   | Juan II Gran Comneno   | Juan II Gran Comneno   |  |  |                       |                       |                       |                       |                       |                       |  |  |                       |                       |                       |                       |                       |                       |  |  |  |  |  |  |  |  |  |  |  |  |  |  |  |  |  |  |  |  |  |  |  |  |
| Andrónico I Gran Comneno | Andrónico I Gran Comneno   | Andrónico I Gran Comneno   | Andrónico I Gran Comneno   | Andrónico I Gran Comneno   | Andrónico I Gran Comneno   |  |  | Teodora Gran Comnena                   | Teodora Gran Comnena                   | Teodora Gran Comnena                   | Teodora Gran Comnena                   | Teodora Gran Comnena                   | Teodora Gran Comnena                   |  |  | Jorge Gran Comneno  | Jorge Gran Comneno  | Jorge Gran Comneno  | Jorge Gran Comneno  | Jorge Gran Comneno  | Jorge Gran Comneno  |  |  | Juan II Gran Comneno   | Juan II Gran Comneno   | Juan II Gran Comneno   | Juan II Gran Comneno   | Juan II Gran Comneno   | Juan II Gran Comneno   |  |  |                       |                       |                       |                       |                       |                       |  |  |                       |                       |                       |                       |                       |                       |  |  |  |  |  |  |  |  |  |  |  |  |  |  |  |  |  |  |  |  |  |  |  |  |
| |                            |                            |                            |                            |                            |  |  |                                        |                                        |                                        |                                        |                                        |                                        |  |  |                     |                     |                     |                     |                     |                     |  |  |                        |                        |                        |                        |                        |                        |  |  |                       |                       |                       |                       |                       |                       |  |  |                       |                       |                       |                       |                       |                       |  |  |  |  |  |  |  |  |  |  |  |  |  |  |  |  |  |  |  |  |  |  |  |  |
| |                            |                            |                            |                            |                            |  |  |                                        |                                        |                                        |                                        |                                        |                                        |  |  |                     |                     |                     |                     |                     |                     |  |  | Alejo II Gran Comneno  | Alejo II Gran Comneno  | Alejo II Gran Comneno  | Alejo II Gran Comneno  | Alejo II Gran Comneno  | Alejo II Gran Comneno  |  |  |                       |                       |                       |                       |                       |                       |  |  | Miguel Gran Comneno   | Miguel Gran Comneno   | Miguel Gran Comneno   | Miguel Gran Comneno   | Miguel Gran Comneno   | Miguel Gran Comneno   |  |  |  |  |  |  |  |  |  |  |  |  |  |  |  |  |  |  |  |  |  |  |  |  |
| |                            |                            |                            |                            |                            |  |  |                                        |                                        |                                        |                                        |                                        |                                        |  |  |                     |                     |                     |                     |                     |                     |  |  | Alejo II Gran Comneno  | Alejo II Gran Comneno  | Alejo II Gran Comneno  | Alejo II Gran Comneno  | Alejo II Gran Comneno  | Alejo II Gran Comneno  |  |  |                       |                       |                       |                       |                       |                       |  |  | Miguel Gran Comneno   | Miguel Gran Comneno   | Miguel Gran Comneno   | Miguel Gran Comneno   | Miguel Gran Comneno   | Miguel Gran Comneno   |  |  |  |  |  |  |  |  |  |  |  |  |  |  |  |  |  |  |  |  |  |  |  |  |
| |                            |                            |                            |                            |                            |  |  |                                        |                                        |                                        |                                        |                                        |                                        |  |  |                     |                     |                     |                     |                     |                     |  |  |                        |                        |                        |                        |                        |                        |  |  |                       |                       |                       |                       |                       |                       |  |  |                       |                       |                       |                       |                       |                       |  |  |  |  |  |  |  |  |  |  |  |  |  |  |  |  |  |  |  |  |  |  |  |  |
| Andrónico III Gran Comneno | Andrónico III Gran Comneno | Andrónico III Gran Comneno | Andrónico III Gran Comneno | Andrónico III Gran Comneno | Andrónico III Gran Comneno |  |  | Ana Gran Comnena                       | Ana Gran Comnena                       | Ana Gran Comnena                       | Ana Gran Comnena                       | Ana Gran Comnena                       | Ana Gran Comnena                       |  |  | 1.Irene Paleóloga   | 1.Irene Paleóloga   | 1.Irene Paleóloga   | 1.Irene Paleóloga   | 1.Irene Paleóloga   | 1.Irene Paleóloga   |  |  | Basilio Gran Comneno   | Basilio Gran Comneno   | Basilio Gran Comneno   | Basilio Gran Comneno   | Basilio Gran Comneno   | Basilio Gran Comneno   |  |  | 2.Irene de Trebisonda | 2.Irene de Trebisonda | 2.Irene de Trebisonda | 2.Irene de Trebisonda | 2.Irene de Trebisonda | 2.Irene de Trebisonda |  |  | Juan III Gran Comneno | Juan III Gran Comneno | Juan III Gran Comneno | Juan III Gran Comneno | Juan III Gran Comneno | Juan III Gran Comneno |  |  |  |  |  |  |  |  |  |  |  |  |  |  |  |  |  |  |  |  |  |  |  |  |
| Andrónico III Gran Comneno | Andrónico III Gran Comneno | Andrónico III Gran Comneno | Andrónico III Gran Comneno | Andrónico III Gran Comneno | Andrónico III Gran Comneno |  |  | Ana Gran Comnena                       | Ana Gran Comnena                       | Ana Gran Comnena                       | Ana Gran Comnena                       | Ana Gran Comnena                       | Ana Gran Comnena                       |  |  | 1.Irene Paleóloga   | 1.Irene Paleóloga   | 1.Irene Paleóloga   | 1.Irene Paleóloga   | 1.Irene Paleóloga   | 1.Irene Paleóloga   |  |  | Basilio Gran Comneno   | Basilio Gran Comneno   | Basilio Gran Comneno   | Basilio Gran Comneno   | Basilio Gran Comneno   | Basilio Gran Comneno   |  |  | 2.Irene de Trebisonda | 2.Irene de Trebisonda | 2.Irene de Trebisonda | 2.Irene de Trebisonda | 2.Irene de Trebisonda | 2.Irene de Trebisonda |  |  | Juan III Gran Comneno | Juan III Gran Comneno | Juan III Gran Comneno | Juan III Gran Comneno | Juan III Gran Comneno | Juan III Gran Comneno |  |  |  |  |  |  |  |  |  |  |  |  |  |  |  |  |  |  |  |  |  |  |  |  |
| |                            |                            |                            |                            |                            |  |  |                                        |                                        |                                        |                                        |                                        |                                        |  |  |                     |                     |                     |                     |                     |                     |  |  |                        |                        |                        |                        |                        |                        |  |  |                       |                       |                       |                       |                       |                       |  |  |                       |                       |                       |                       |                       |                       |  |  |  |  |  |  |  |  |  |  |  |  |  |  |  |  |  |  |  |  |  |  |  |  |
| |                            |                            |                            |                            |                            |  |  | Manuel II Gran Comneno                 | Manuel II Gran Comneno                 | Manuel II Gran Comneno                 | Manuel II Gran Comneno                 | Manuel II Gran Comneno                 | Manuel II Gran Comneno                 |  |  |                     |                     |                     |                     |                     |                     |  |  | Alejo III Gran Comneno | Alejo III Gran Comneno | Alejo III Gran Comneno | Alejo III Gran Comneno | Alejo III Gran Comneno | Alejo III Gran Comneno |  |  |                       |                       |                       |                       |                       |                       |  |  |                       |                       |                       |                       |                       |                       |  |  |  |  |  |  |  |  |  |  |  |  |  |  |  |  |  |  |  |  |  |  |  |  |

Con su esposa Teodora Cantacucena, Alejo tuvo seis hijos:
- Ana (6 de abril de 1357-después de 1406), se casó Bagrat V de Georgia como su segunda esposa. La «Crónicas georgianas» del siglo XVIII indican que ella fue la madre del hijo menor de Bagrat V, Constantino I de Georgia.[80]
- Basilio (17 de septiembre de 1358-c. 1377), su hijo mayor, murió joven.
- Manuel III (16 de diciembre de 1364-5 de marzo de 1417).[79]
- Eudoxia, se casó primero con Tadjeddin Bajá de Sinop, también emir de Limnia.[80] Luego se desposaría con Constantino Dejanović, un gobernante regional semiindependiente del fragmentando Imperio serbio, su propio reino se centró en Velbazhd (Kyustendil).[80][81]
- María, se casó con Süleyman Bey, emir de Cálibia.[79]
- Una hija de nombre desconocido que se casó con Mutaharten, emir de Erzincan.[79]

Además tuvo por lo menos un hijo ilegítimo llamado Andrónico. Estuvo comprometido con Gulkhan Khatun, una hija de David IX de Georgia, pero fue asesinado el 14 de marzo de 1376.